# Jorge Sanjinés
Jorge Sanjinés est un réalisateur bolivien.

## Biographie
Jorge Sanjinés est né à La Paz en 1937. Il étudie la philosophie en Bolivie puis le cinéma au Chili. Cinéaste et théoricien engagé, il réalise des documentaires et des longs métrages sur la dépendance, le sous-développement et l'exploitation du peuple indien. À plusieurs reprises, il est contraint de quitter son pays pour raisons politiques.
Jorge Sanjinés est, avec le scénariste Oscar Soria, à l'origine du Groupe Ukumau, dont le nom vient du premier long métrage de Sanjinés. Ce groupe a encouragé une expression cinématographique reflétant la recherche des origines de la situation du pays, et essayant de mettre en valeur les cultures indigènes. Les films réalisés dans le cadre du Groupe Ukamau, combinant documentaire et fiction, montrent la vie telle qu'elle est perçue par l'homme andin. Sanjinés privilégie le personnage collectif des communautés indiennes andines plutôt que le protagoniste individuel classique.
Ukamau (primé à la Semaine de la critique du Festival de Cannes 1967) et Le Sang du condor (Yawar mallku, primé à la Mostra de Venise 1969) sont tournés dans les principales langues amérindiennes andines, respectivement l'aymara et le quechua. Le Courage du peuple (El coraje del pueblo, primé à la Berlinale 1972) reconstitue le massacre en 1967 de mineurs qui s'apprêtaient à se joindre à la guérilla menée par Che Guevara.
Exilé, Jorge Sanjinés tourne L'Ennemi principal (El enemigo principal, 1974) au Pérou et Hors d'ici ! (¡Fuera de aquí!, 1977) en Équateur. La Nation clandestine (La Nacion clandestina, coquille d'or du Festival de Saint-Sébastien 1989), qui évoque la lutte du peuple quechua pour la conservation de son identité nationale, est le dernier film du Groupe.

## Filmographie
- 1960 : Aysa
- 1963 : Revolución
- 1966 : Ukamau avec Benedicta Huanca, Nestor Peredo, Vicente Verneros Salinas
- 1969 : Le Sang du condor (Yawar mallku) avec Marcelino Yanahuaya, Benedicta Huanca, Vicente Verneros Salinas
- 1971 : Le Courage du peuple (El coraje del pueblo) avec Domitila Chungara, Eusebio Gironda, Victor Hugo Baspineiro
- 1974 : L'Ennemi principal (es) (El enemigo principal)
- 1977 : ¡Fuera de aquí! (Llocsi caimanta)
- 1984 : Las banderas del amanecer
- 1990 : La Nation clandestine (La nación clandestina) avec Reynaldo Yujra, Delfina Mamani, Orlando Huanca[1]
- 1995 : Le Chant des oiseaux (Para recibir el canto de los pajaros) avec Guido Arce, Marcelo Guzmán, Geraldine Chaplin
- 2004 : Los hijos del último jardín avec Alejandro Zárate Bladés, Luis Bolívar, Víctor Salinas, Henry Unzueta
- 2012 : Insurgentes
- 2016 : Juana Azurduy, Guerrillera de la Patria Grande
- 2022 : Los viejos soldados